# Medvėgalis

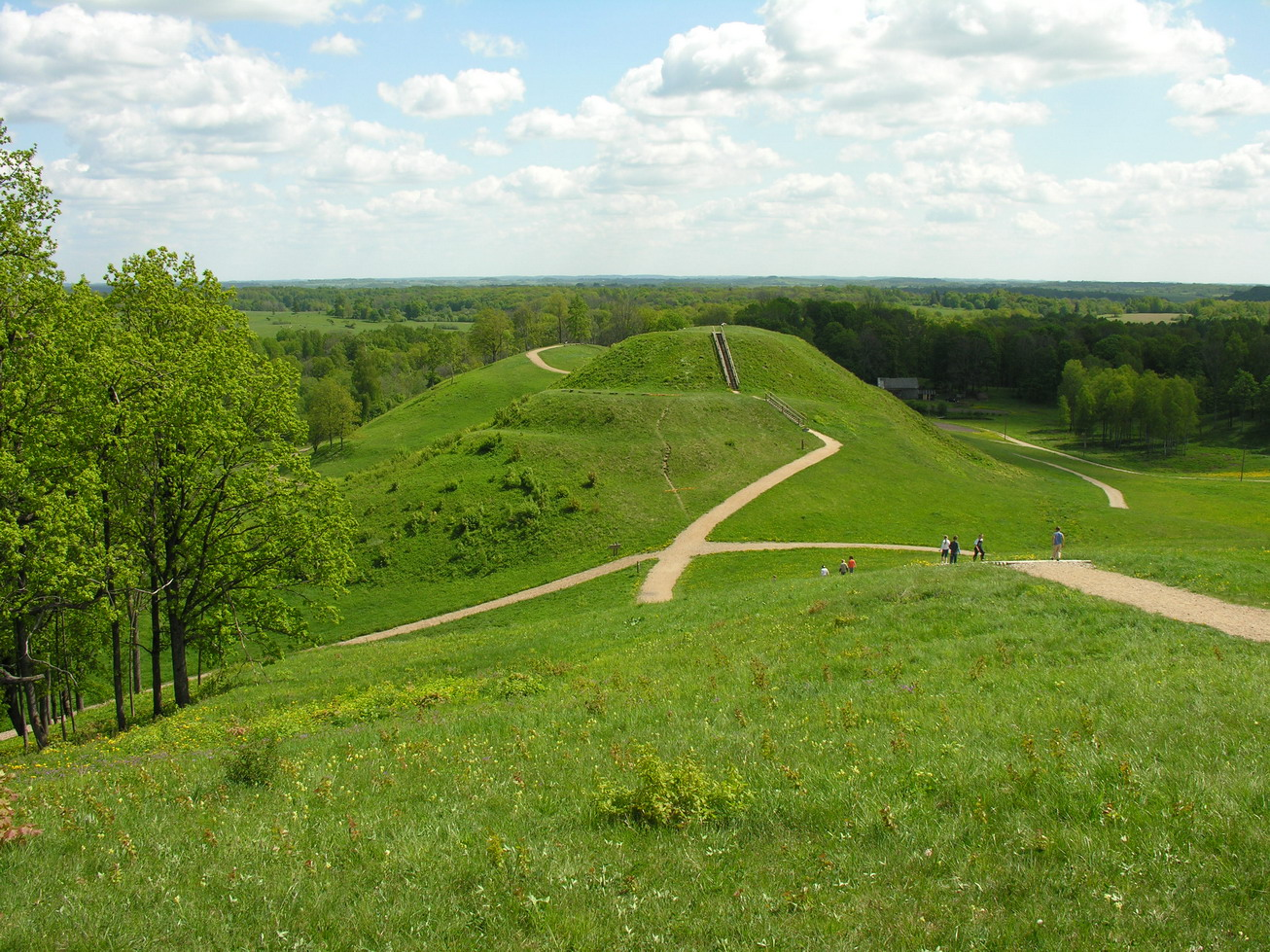
Medvėgalis oggi

Medvėgalis era una fortezza di collina del XIV secolo in Samogizia, situata nell'attuale comune del distretto di Šilalė, in Lituania. Menzionata per la prima volta nel 1316 in testi scritti, era una delle costruzioni lituane più importanti e più rinforzate della zona. 
Venne attaccata dai cavalieri teutonici più di 20 volte nel corso della storia, fino all'assedio di Medvėgalis nel 1329, quando cadde su azione dei crociati: i suoi difensori si convertirono al cattolicesimo.
I due insediamenti più vicini si trovano a sud-ovest e nord-est della fortezza. È stato rinnovato e adattato alle esigenze dei turisti nel 2006 dal Parco Regionale Varniai e dal Ministero dell'Ambiente. Il fascino del luogo ha spinto il poeta Maironis a comporre una lirica dedicata a Medvėgalis.